# Big Hits (High Tide and Green Grass)
Big Hits (High Tide and Green Grass) es el primer álbum recopilatorio de la banda británica The Rolling Stones, publicado a fines de 1966 por Decca Records para el Reino Unido y por London Records para los Estados Unidos. El álbum, que incluye los más conocidos hits de la banda, apareció con siete meses de retraso en el Reino Unido, con diferente portada y orden en la lista de canciones.

## Historia

### Lanzamiento estadounidense
Alcanzando el lugar #3 en las listas estadounidenses, puesto que conservó durante dos años, Big Hits (High Tide and Green Grass) demostró ser un gran éxito y en la actualidad sigue siendo uno de los álbumes recopilatorios más populares de los Stones. En agosto de 2002, la edición estadounidense de Big Hits (High Tide and Green Grass) fue restaurada y reeditada en CD y SACD digipak por ABKCO Records, sin la restante versión británica.

### Lanzamiento británico
La versión británica de Big Hits (High Tide and Green Grass) incluye canciones publicadas después del lanzamiento estadounidense. El sencillo debut de Los Rolling Stones en 1963, la versión de Chuck Berry "Come On", fue incluido en este álbum. Pero el sencillo de mayor éxito "I Wanna Be Your Man", compuesto por sus rivales (aunque en la realidad amigos) Lennon/McCartney, no apareció en el álbum. Big Hits (High Tide and Green Grass) alcanzó el puesto # 4 en el Reino Unido. El álbum no está disponible en el Reino Unido desde hace años, aunque por un tiempo se lanzó oficialmente en el formato CD en Japón.

## Lista de canciones

### Versión U.S.
Todos los temas escritos por Mick Jagger y Keith Richards, excepto donde se indica.
Cara A
1. "(I Can't Get No) Satisfaction" – 3:43
2. "The Last Time" – 3:40
3. "As Tears Go By" (Mick Jagger/Keith Richards/Andrew Loog Oldham) – 2:45
4. "Time Is on My Side" (Norman Meade) – 2:58
5. "It's All Over Now" (Bobby Womack/Shirley Jean Womack) – 3:26
6. "Tell Me (You're Coming Back)" – 3:46

Cara B
1. "19th Nervous Breakdown" – 3:56
2. "Heart of Stone" – 2:50
3. "Get off of My Cloud" – 2:55
4. "Not Fade Away" (Norman Petty/Charles Hardin) – 1:48
5. "Good Times, Bad Times" – 2:31
6. "Play with Fire" (Nanker Phelge) – 2:13

### Versión R.U.
Todos los temas escritos por Mick Jagger y Keith Richards, excepto donde se indica.
Cara A
1. "Have You Seen Your Mother, Baby, Standing in the Shadow?" – 2:34
2. "Paint It, Black" – 3:22
3. "It's All Over Now" (Bobby Womack/Shirley Jean Womack) – 3:27
4. "The Last Time" – 3:40
5. "Heart of Stone" – 2:46
6. "Not Fade Away" (Norman Petty/Charles Hardin) – 1:48
7. "Come On" (Chuck Berry) – 1:49

Cara B
1. "(I Can't Get No) Satisfaction" – 3:43
2. "Get off of My Cloud" – 2:55
3. "As Tears Go By" (Mick Jagger/Keith Richard/Andrew Loog Oldham) – 2:45
4. "19th Nervous Breakdown" – 3:57
5. "Lady Jane" – 3:08
6. "Time Is on My Side" (Norman Meade) – 2:53
7. "Little Red Rooster" (Willie Dixon) – 3:05

## Listas de éxitos

### Álbum
| Año  | Lista                | Posición |
| ---- | -------------------- | -------- |
| 1966 | UK Top 40 Albums     | 4        |
| 1967 | UK Top 20 Albums     | 6        |
| 1969 | UK Top 50 Albums     | 20       |
| 1970 | UK Top 50 Albums     | 23       |
| 1971 | UK Top 50 Albums     | 33       |
| 1972 | UK Top 50 Albums     | 34       |
| 1974 | UK Top 50 Albums     | 49       |
| 1966 | Billboard Pop Albums | 3        |
| 1967 | Billboard Pop Albums | 50       |
| 1968 | Billboard Pop Albums | 158      |

- Datos: Q794722